# Дьякова, Ольга Васильевна
О́льга Васи́льевна Дья́кова (род. 8 июля 1949, г. Солонешное, Алтайский край) — советский российский востоковед, археолог, специалист по средневековой археологии стран Дальнего Востока, доктор исторических наук, профессор, заведующая лабораторией археологии Приамурья, главный научный сотрудник Института истории, археологии и этнографии народов Дальнего Востока ДВО РАН.

## Биография
Ольга Васильевна Дьякова родилась 8 июля 1949 г. в г. Солонешное Алтайского края семье преподавателей. С 1964—1966 гг. участвовала в археологических экспедициях Бийского краеведческого музея на Алтае. В 1972 г. окончила историческое отделение гуманитарного факультета Новосибирского государственного университета по специальности «Археология Дальнего Востока». В НГУ училась у академика А. П. Окладникова. На Дальний Восток впервые попала с Североазиатской археолого-этнографической экспедицией.
В 1980 г. в ИИФФ СО АН СССР защитила кандидатскую диссертацию «Раннесредневековая керамика Дальнего Востока СССР (IV-X вв.)». Преподаватель кафедры всеобщей истории на историческом факультете ДВГУ (1983—1986 — совместитель).
В 1972—1986 гг. была стажером-исследователем, затем младшим научным сотрудником Института истории, археологии и этнографии АН, в 1986—1987 — научным сотрудником, в 1986—1994 гг. — старшим научным сотрудником. С 1991 г. — начальник Амуро-Приморской археологической экспедиции. В 1994—2003 гг. являлась заведующей лабораторией археологии Приамурья, с 2003 г. — заведующей отделом археологии ИИАЭ ДВО РАН.
В 1991 году в Институте археологии РАН защитила докторскую диссертацию «Происхождение, формирование и развитие средневековых культур Дальнего Востока». С 2000 г. — профессор.
В 1992—1993, 1998—2003 гг. — профессор кафедры корееведения и японоведения, в 2000—2003 — завкафедрой корееведения Восточного института ДВГТУ.
С 2003 г. — руководитель секции культурной антропологии Общества изучения Амурского края Русского географического общества.

## Научная деятельность
Основная область научных интересов — средневековая археология стран Дальнего Востока, происхождение и развитие мохэской, бохайской, чжурчжэньской культур.
В работе «Раннесредневековая керамика Дальнего Востока СССР как исторический источник IV-X вв.» (1984) автор рассматривает основные керамические комплексы раннесредневековых памятников Дальнего Востока СССР, дает классификацию керамики мохэской культуры, выделяя 5 групп, анализирует мохэские традиции в гончарном ремесле бохайцев, ставит вопрос о причинах различия мохэских керамических комплексов, соотносит мохэские комплексы с керамикой сопредельных территорий (Забайкалье, Приморье, Сахалин), подключает к анализу этнографические и фольклорные данные.
Исследование «Мохэские памятники Приморья» (1998) анализирует памятники мохэской археологической культуры Приморья. Определяются географические и хронологические границы культуры в целом и локальных групп в отдельности, характеризуется материальная культура.
Монография «Государство Бохай: археология, история, политика» (2014) исследует первое тунгусо-маньчжурское государство Бохай (698—926) на территории российского Приморья, Северо-Восточного Китая и северо-востоке Кореи. Автор описывает возникновение, развитие и гибель этого государства, прослеживаются исторические судьбы бохайцев, анализируется этногенез бохайцев.
Книга «Курганы Приморья» (2016) описывает курганные сооружения Приморья от эпохи раннего металла в конце I тыс. до н. э. до позднего средневековья. Курганы возводились носителями лидовской, янковской и польцевской культур. Разнообразие форм курганов проявилось в средневековье в тунгусо-маньчжурских культурах — мохэской, бохайской, чжурчжэньской. Последним курганным сооруженим является богопольская каменная гробница XVII в.

## Основные работы

#### Монографии
- Раннесредневековая керамика Дальнего Востока СССР как исторический источник (IV-X вв.). М.: Наука, 1984. 205 с.
- Происхождение, формирование и развитие средневековых культур Дальнего Востока СССР (по материалам керамического производства). Владивосток: Дальнаука, 1993. Ч. 1-3. 411 с.
- Мохэские памятники Приморья. Владивосток: Дальнаука, 1998. 318 с.
- Городища и крепости Дальнего Востока (Северо-Восточное Приморье). Владивосток: Изд-во ДВГТУ, 2005. 188 с.
- Военное зодчество населения Центрального Сихотэ-Алиня в древности и средневековье. М.: Восточная литература, 2009. 245 с.
- Государство Бохай: археология, история, политика. М.: Наука, 2014. 319 с.
- Курганы Приморья. Владивосток: Дальнаука, 2016. 260 с. (в соавт. с В. И. Дьяковым).

#### Статьи
- Новый памятник железного века на Нижнем Амуре — городище Сакачи-Алян // СА. 1975. № 3. С. 156—171. (совм. с Э. В. Шавкуновым)
- Материальная культура населения Приамурья в XIII—XVII вв. // История и культура Восточной и Юго-Восточной Азии. Ч. 2. М., 1986. С. 226—249.
- On Some Aspects of the Mediaeval Cultural Studies // Cultura Antiqua. 1994. Vol. 46. № 12.
- Глиняные сосуды бохайской культуры в Приморье (на китайском языке) // Собрание переводных работ с материалами по археологии Северо-Восточной Азии. Спецвыпуск по Бохаю. Харбин, 1998. С. 91-120.
- Новогордеевское городище как источник для периодизации культур Приморского края // Собрание переводных работ с материалами по археологии Северо-Восточной Азии. Харбин, 1998. С. 46-71. (совм. с В. И. Болдиным, Е. В. Сидоренко) (на кит. яз).
- История исследования древних и средневековых городищ и укреплений Приморья // Вестник ЦКИ ДВГУ. № 1 (4). Современные корееведческие исследования в ДВГУ. Вып. 1. Владивосток, 2003. С. 82-92.
- Construction Methods in fortifications of Djigitovskoye Walled Town // Archaeological Studies on Trade in the Ancient and Medieval Periods between Sakhalin and the North-East Japan Sea Region. Tokyo, 2004. P. 269—272.
- Военное зодчество средневекового Приморья // Korean Archaeology Today (Seoul). 2007, Spring. P.118-125.
- Проблемы Бохая глазами южнокорейских ученых // Корейский полуостров: время новых вызовов. М.: ИДВ РАН, 2009.
- Проблема Бохая в современной китайской историографии // Корейский полуостров: уроки истории. Доклады XIV научной конференции корееведов России и стран СНГ (Москва, 30-31 марта 2010 г.). М.: ИДВ РАН, 2010. С. 158—168.
- Северо-восточный проект: итоги и перспективы // Корея: уроки истории и вызовы современности. М: ИДВ РАН, 2013. С. 192—198.
- Far East the middle ages: the correlation of archaeological cultures (Дальневосточное средневековье: корреляция археологических культур) // Евразия в кайнозое. Стратиграфия, палеоэкология, культуры. Иркутск: Изд-во ИГУ, 2015. С. 273—281.